# Dalhausen
Dalhausen ist eine südwestliche Ortschaft der Stadt Beverungen im Kreis Höxter in Nordrhein-Westfalen. Mit etwa 2000 Einwohnern ist Dalhausen nach der Kernstadt der größte Ortsteil Beverungens. Zur Ortsgemarkung gehört auch der über die Kreisstraße 44 zu erreichende Weiler Bustollen.
Dalhausen ist seit 1403 als Marienwallfahrtsort belegt und damit ältester Marienwallfahrtsort des Bistums Paderborn. Überregional bekannt wurde der Ort wegen seiner Korbindustrie, die später durch die Möbelindustrie abgelöst wurde.

## Geographische Lage
Dalhausen liegt ca. 7 km südwestlich der Beverunger Kernstadt im südöstlichen Teil Ostwestfalens. Die Ortsgemarkung von Dalhausen liegt auf etwa 165 m ü. NHN im Tal der Bever, einem südwestlichen Nebenfluss der Weser. Die Tallage von Dalhausen war namensgebend („Die Häuser im Tal“). Den landschaftlichen Rahmen des Ortes bilden der nördlich gelegene Schnegelberg (328 m) und der westlich anschließende Spechterberg, südlich der Kreihenberg (301 m) sowie der östlich gelegene Biesberg (331 m).
Rund 10 km (Luftlinie) ostnordöstlich von Dalhausen befindet sich nördlich der Stadt Bad Karlshafen bzw. am Südrand des Sollings das Dreiländereck Hessen–Niedersachsen–Nordrhein-Westfalen (unter anderem bekannt durch den Weser-Skywalk an den Hannoverschen Klippen).

## Naturräumliche Gegebenheiten

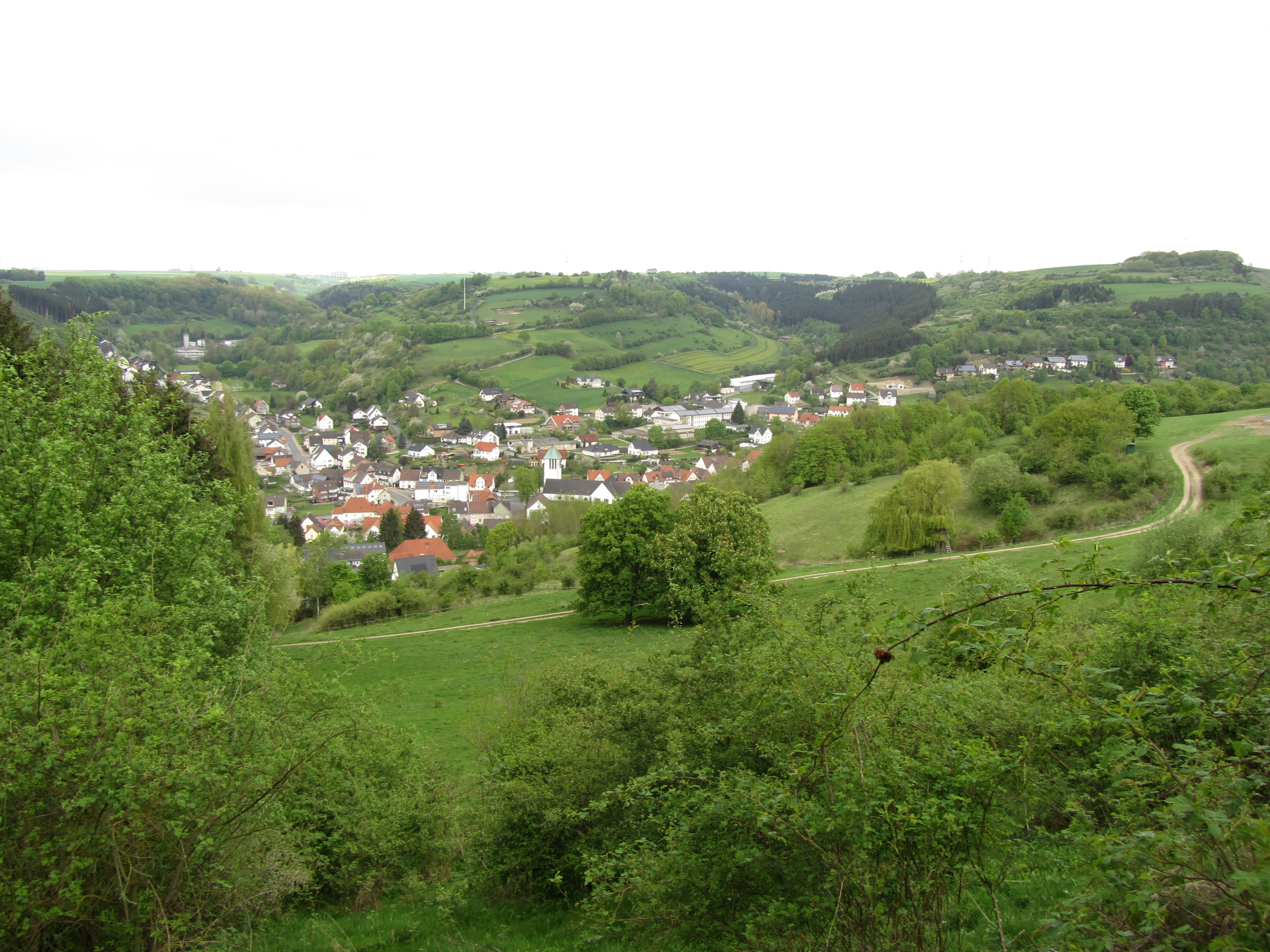
Übersicht vom Krähenberg

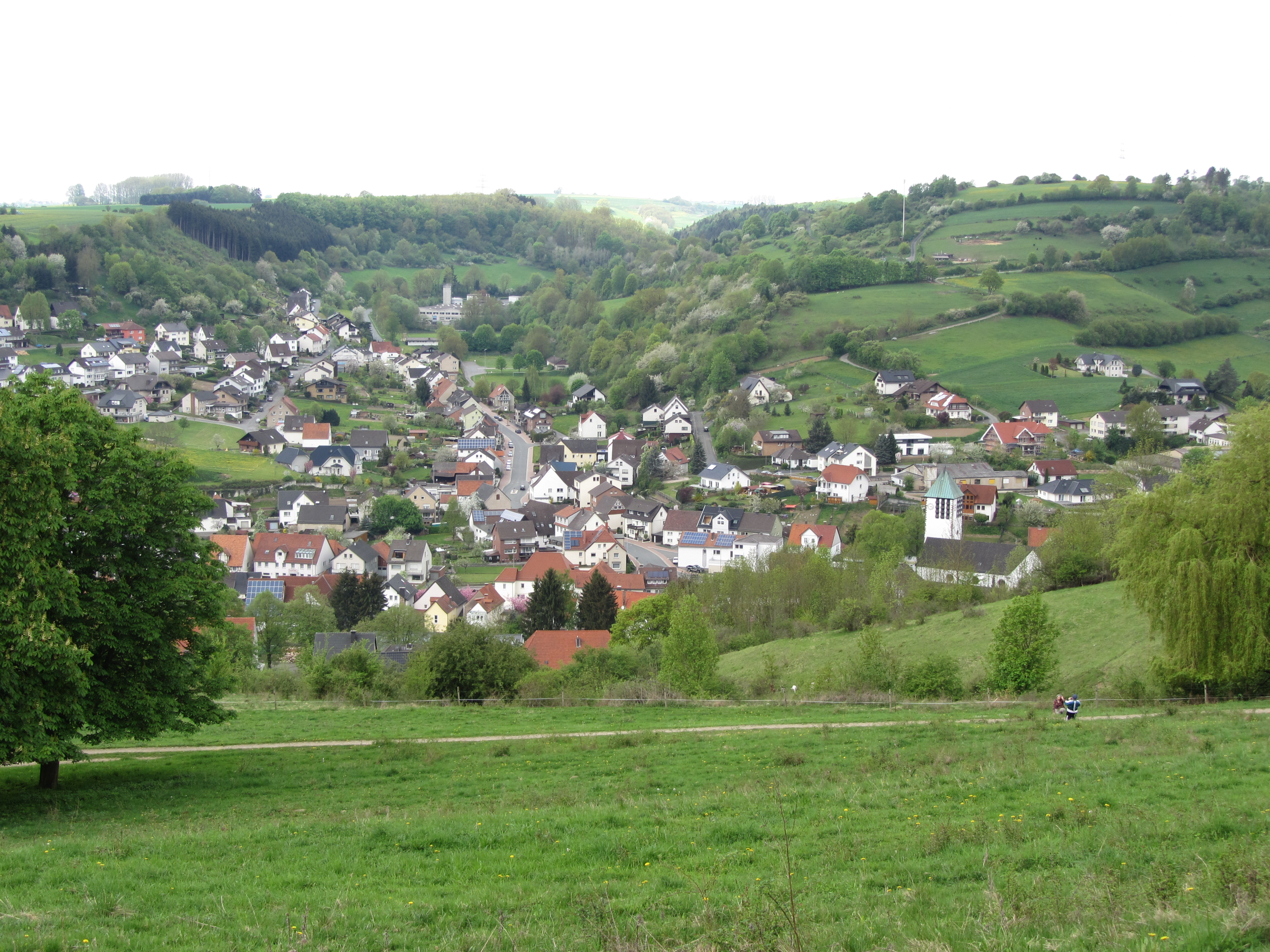
Ortskern vom Krähenberg

Die den Ort auf seiner gesamten Länge durchfließende Bever bildet einen engen Taleinschnitt in den Muschelkalkbereich des Tertiär, der zahlreiche Versteinerungen aufweist. Nach Osten treten die tieferliegenden Buntsandsteinformationen des Weserberglands in Erscheinung. Die weitgehend unbewaldeten Hanglagen sind entsprechend geprägt durch die charakteristische Vegetationsform des Kalkmagerrasens, der in historischer Zeit lediglich eine Ziegenbeweidung zuließ. Die Vegetation steht damit in deutlichem Gegensatz zu der westlich anschließenden Warburger Börde mit ihrem sehr fruchtbaren Lössboden. Die von Keuperablagerungen beherrschten Höhenlagen sind von einem reichhaltigen Buchenmischwaldbestand bestimmt.
„Die ebene Talaue des gestreckten bis geschwungenen Bachlaufes“ der Bever wird „über pleistozänen Talschottern … von einer holozänen Auenlehmschicht bedeckt. … Am Bachlauf ist fast durchgängig uferstabilisierender Gehölzbewuchs vorhanden, der Erosionsschutzfunktion besitzt und gleichzeitig zur Gliederung und Belebung der Talaue beiträgt.“

## Geschichte

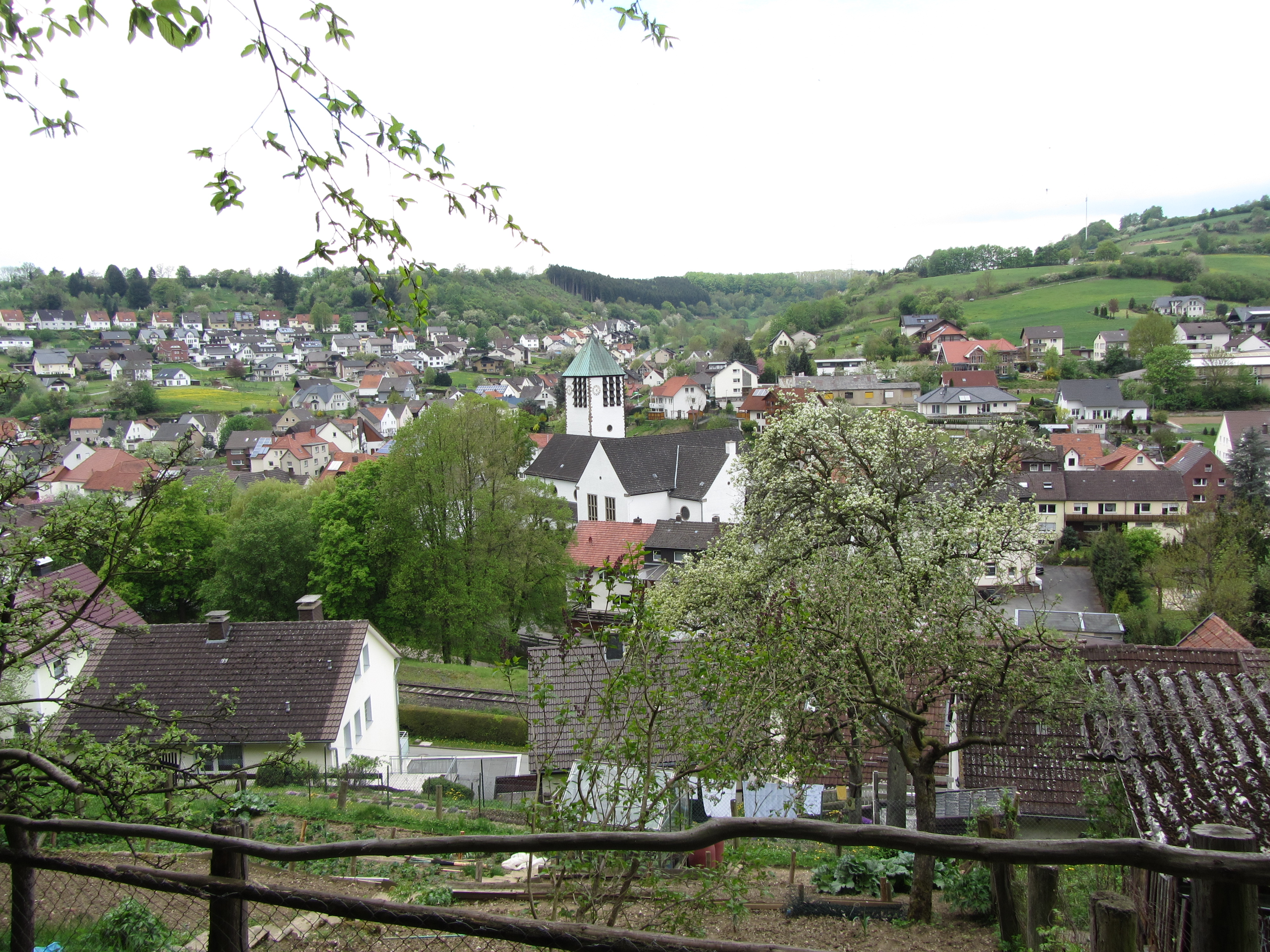
Kirche und Ortskern – Ansicht vom Krähenberg

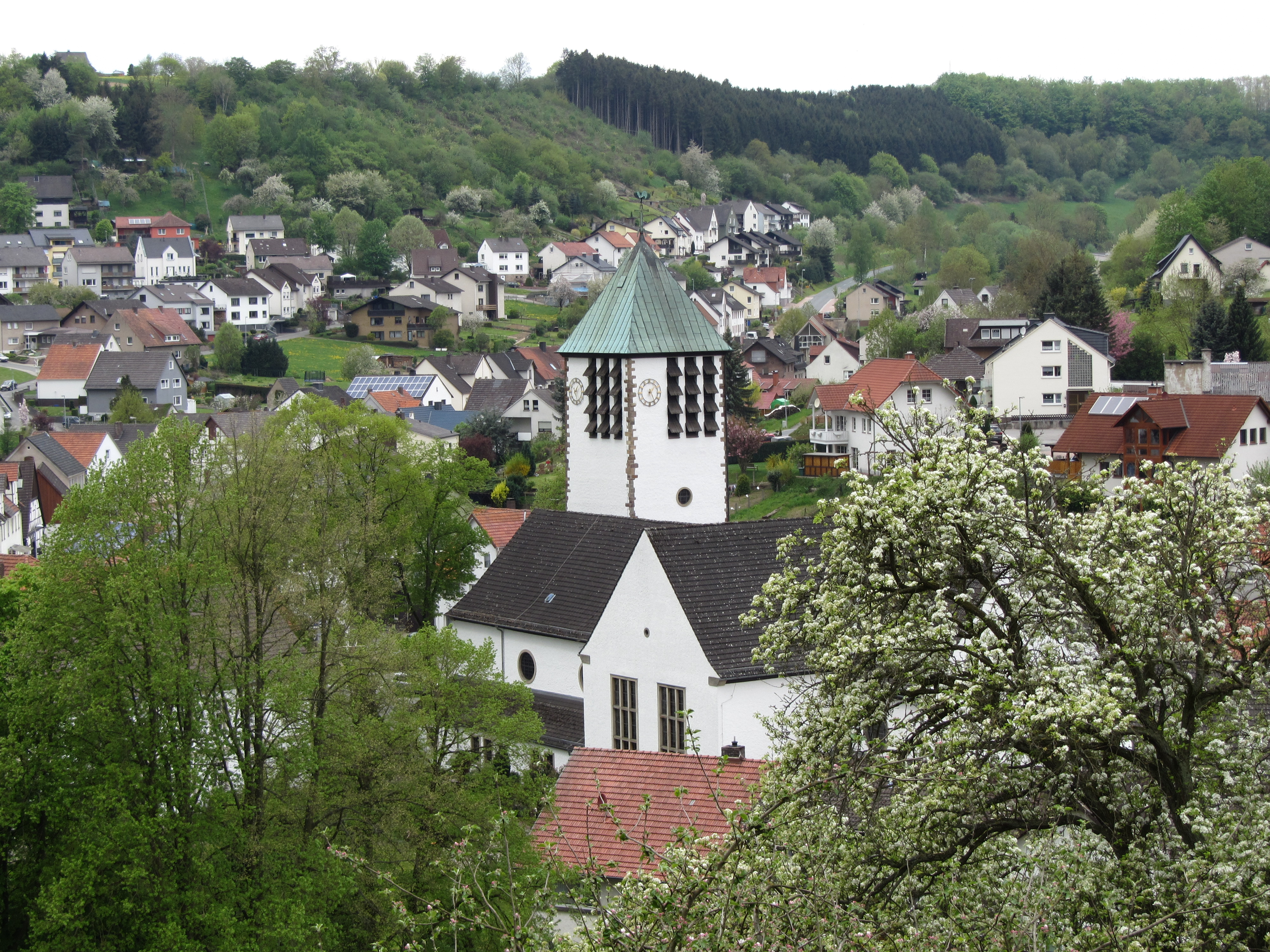
Kirche – Ansicht vom Krähenberg

Der Ortskern im Jahre 1910

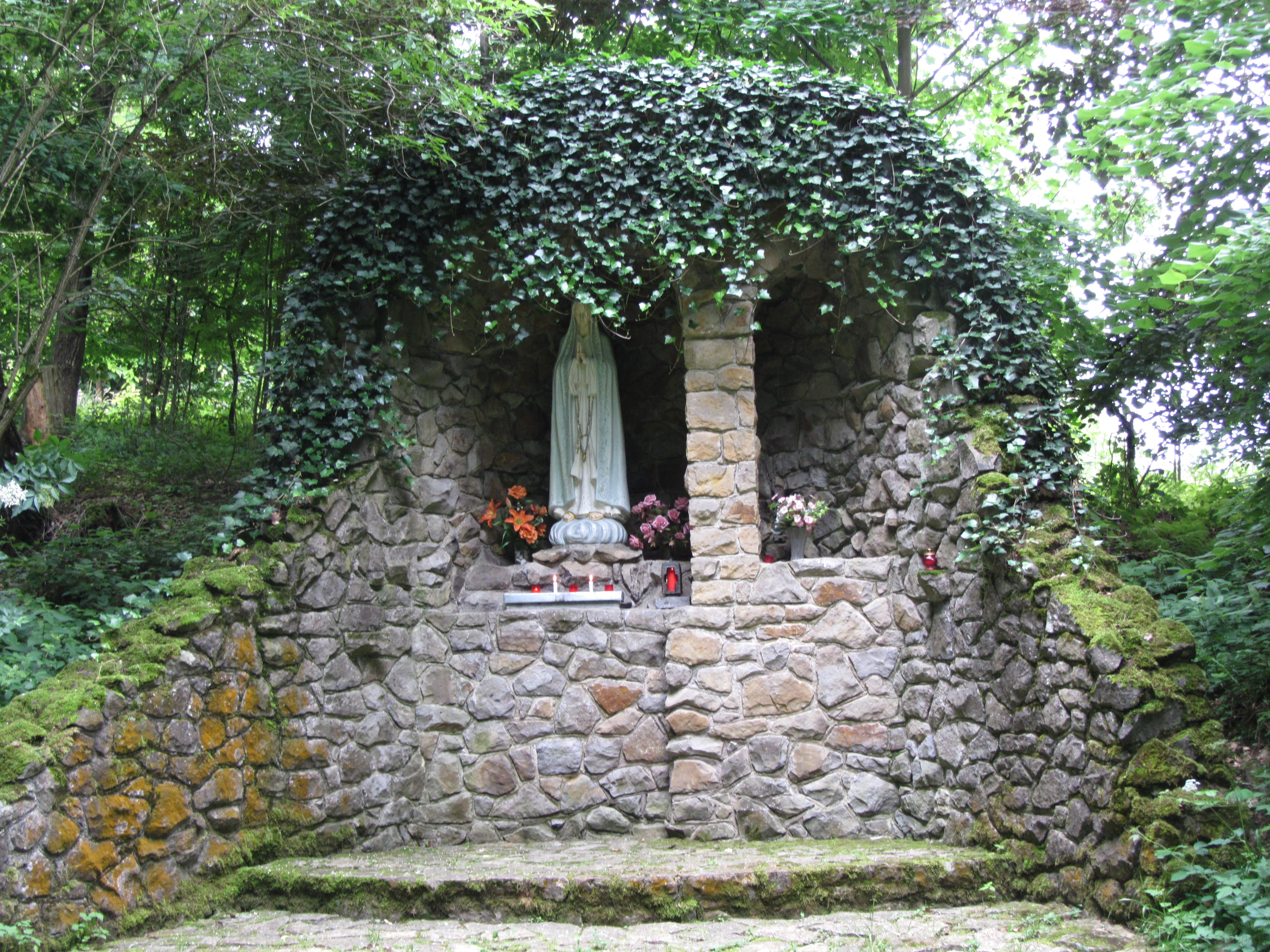
Mariengrotte

Der historische Ortskern des Dorfes befand sich in der Ausweitung des Tales durch das „Urental“ mit der Kirche und den ältesten Bauernhöfen. Zum „Straßendorf“ wurde der Ort erst durch die sukzessive Ausdehnung entlang des Talverlaufs.

### Ortsgeschichte
Da Orte mit der Namensendung auf -hausen für Siedlungsgründungen im Zuge der fränkischen Landnahme  charakteristisch sind, die in der Region mit den Sachsenkriegen Karls des Großen im letzten Viertel des 8. Jahrhunderts ihren Abschluss fand, so ist die Gründung des Ortes in diesem Zeitraum anzusetzen.
Seine erste urkundliche Erwähnung findet Dalhausen in einer Schenkungsurkunde des Benediktinerklosters Corvey im Jahr 971, als eine Gräfin Magintillis dem Kloster zusammen mit ihrem Besitz im benachbarten Haddenberg (dem heutigen Jakobsberg) 4 Hufen Landes (=120 Morgen) in Dalenhusen übereignete, 1120 besaß das Kloster Helmarshausen eine Hufe in Dalhausen. 1146 und 1153 erfolgten erste Besitzübertragungen des Bistums Paderborn an das Benediktinerinnenstift Gehrden in Dallessen bzw. Dalsen, 1190 erhielt das Kloster von Hogardis, Äbtissin zu Neuenheerse, eine Mühle zu Dalhausen. Die selbstständige Pfarrei St. Marien Dalhausen wurde 1221 durch die Abpfarrung von der Mutter-Pfarrei Eddessen begründet, die unter dem Paderborner Bischof Bernhard III. von Oesede erfolgte. Dabei musste die Grundherrin der bisherigen Eigenkirche in Dalhausen, eine Witwe F. mit ihren beiden Söhnen Themmo und Alexander, der bisherigen Mutterpfarre und ihrem Patronatsherrn, dem Ministerialen S., den (relativ hohen) Ablösebetrag von zwei Mark (umgerechnet ein Pfund Silber) zahlen.
Am 10. Juli 1305 vermachten die Grafen von Everstein, die sich seit 1180 nach dem Sturz Heinrichs des Löwen in der Region etabliert hatten, ihren Grundbesitz in Dalhausen dem Kloster Gehrden. Zusammen mit Dalhausen fiel 1310/13 durch Verkauf bzw. Schenkung der Herren von Amelunxen auch das Dorf „Borstolden“ (Bustollen) an die Abtei Gehrden, das aber wie die beiden östlich des Ortes im Bevertal bzw. Tiefental gelegenen Dörfer Esneberg und Heldersen im Verlaufe des Spätmittelalters zur Wüstung wurde und heute nur noch als Weiler besteht. Die westliche Gemarkungsgrenze markiert der erstmals 1409 erwähnte Kalksinterfelsen des „Witten (Weißen) Steins“.
Zugleich mit der Übereignung der Grundherrschaft wurde die Inkorporation der Pfarrei in das Kloster Gehrden vollzogen. An der Kirche des Ortes wurde 1305 von Gehrden aus durch den Paderborner Bischof Otto von Rietberg eine eigene Propstei, ein Tochterkloster, gegründet, welche jedoch kaum über die Gründungsphase hinaus gedieh. Die zu dieser Zeit (um 1300) geschaffene Marienfigur wurde bald zum Ziel einer heute noch bestehenden Wallfahrt. Ihr erster geschichtlicher Höhepunkt ist für 1403 belegt, als „eine Herzogin von Braunschweig“ – wohl Anna von Sachsen-Wittenberg († 1426), deren Gatte, Herzog Friedrich von Braunschweig, im Jahre 1400 zum deutschen Gegenkönig nominiert, aber bei seiner Rückreise ermordet worden war – für das Gnadenbild einen gulden Mantel stiftete. Die Ereignisse der vorreformatorischen Wallfahrt finden sich im Hochaltargemälde der Pfarrkirche dargestellt. In der Zeit der Gegenreformation kam es zu einer Wiederbelebung der Wallfahrt. Unter der aus der Borgholzer Gutsherrenfamilie gebürtigen Gehrdener Äbtissin Dorothea von Juden fand in den Jahren 1718–21 der Neubau der Pfarrkirche als einfache Saalkirche mit Dachreiter im Stil des Weserbarock statt. Die Weihe der Kirche vollzog am 19. Oktober 1721 der gleichfalls aus dem benachbarten Borgholz stammende Pantaleon Bruns, Weihbischof zu Paderborn und Abt zu Abdinghof. Zu dem ursprünglichen Wallfahrtstag Mariä Geburt (8. September) trat seit 1721 Mariä Heimsuchung (2. Juli) hinzu. 1779 besaß das Kloster im Ort den Klosterhof (das „Gehrdische Haus“), sowie einen Krug und zwei Mühlen.
„Während des Dreißigjährigen Kriegs erlitt das Dorf durch die durchziehenden kaiserlichen Truppen Schaden“, was in der örtlichen Sage vom „Blutacker“ Niederschlag gefunden hat. Weitere Truppendurchzüge erfolgten im Siebenjährigen Krieg.
Mit dem Ende des Hochstifts Paderborn fiel Dalhausen 1802 erstmals an Preußen und kam zum Oberwaldischen Kreis. Von 1807 bis 1813 gehörte Dalhausen zum Kanton Beverungen des napoleonischen Königreichs Westphalen. 1813 kam Dalhausen endgültig zu Preußen und 1816 wurde die Gemeinde dem neuen Kreis Höxter zugeordnet.
Mit der Auflösung des Klosters Gehrden im Jahre 1803 gelangte dessen Besitz in Dalhausen durch Kauf am 15. Oktober 1810 zunächst an den Grafen Wilhelm von Bocholtz und 1829 an den Grafen Kaspar Heinrich von Sierstorpff, von dessen Nachfahren ihn 1875 die Gemeinde um 16.000 Taler erwerben konnte. Die Grenzsteine „GvS“ sind noch in der Gemarkung erhalten. Die (noch bestehende) staatliche Kirchenbaulast für die Dalhäuser Pfarrkirche wurde 1862/63 durch den Pastor Karl Schomberg gerichtlich durchgesetzt. 1877 erhielt die Kirche daraufhin durch die preußische Staatsbauverwaltung einen neuen Turmbau. Auf seine Initiative hin wurde um 1870 auch südlich der Kirche die Pastorat als ein traufständiger repräsentativer Massivbau mit seitlicher Scheuneneinfahrt errichtet. 1949–53 wurde unter Pastor Joseph Feldmann die barocke Kirche in den heutigen Kirchenneubau nach Plänen des Architekten Regierungsbaurat Friedrich Steinbiß (Paderborn) unter beratender Mitwirkung von Alois Fuchs integriert.
Für das 19. Jahrhundert sind mehrere Unglücksfälle überliefert. Zu Überschwemmungskatastrophen der Bever nach plötzlich einsetzendem Tauwetter kam es am 23. Februar 1839 und 20. Januar 1840. „Eine Wasserkatastrophe großen Ausmaßes war am 31. Mai 1867. Zwei Gewitter entluden sich über dem oberen Dorf und entfesselten einen furchtbaren Wolkenbruch. Die Fluten wurden 20 Fuß hoch und rissen mit, was möglich war. Sechs Leute – zwei Erwachsene und vier Kinder – fanden in den Fluten den Tod.“ Seit 1835 war es aufgrund der hygienischen Bedingungen immer wieder zu Ausbrüchen von Typhus und Cholera gekommen, so zuletzt 1868 infolge der im Deutschen Krieg (1866) im preußischen Heer ausgebrochenen Cholera-Pandemie, bei der im Ort 57 Todesfälle zu verzeichnen waren. Aus diesem Anlass wurde seitens der Gemeinde das Gelübde abgelegt, für alle Zukunft auf das Feiern des Karnevals zu verzichten.
1844–47 wurde die Straße durch das Bevertal mit Hand- und Spanndiensten der Bevölkerung gebaut. 1906 erfolgte der Bau der „Neuen Straße“ nach Brakel, die anstelle des älteren „Hellwegs“ – einer Abzweigung des Westfälischen Hellwegs – durch das Urental und hangparallel über den Spechterberg geführt wurde. 1876 erhielt Dalhausen mit der Eröffnung der (1882 in die Preußische Staatseisenbahnen übernommenen) Bahnstrecke Holzminden–Scherfede einen (1984 stillgelegten) Bahnanschluss.

Notgeldschein von 1921, mit Bauinschrift der Kirche von 1718

Bürgermeister in der wirtschaftlichen Notzeit nach dem Ersten Weltkrieg waren bis 1928 Karl Böker, unter dem 1921 Notgeldscheine herausgegeben wurden, und bis 1933 (wieder 1956–68) Karl Tewes. Unter ihm erfolgte 1937 auf Initiative des Pastors Ferdinand Remmel der Bau des von Vinzentinerinnen aus Hildesheim betreuten Kindergartens sowie 1962 der Neubau der Volksschule in exponierter Lage oberhalb des Dorfes. Langjährige Leiterin der Schule war von 1940 bis 1975 Gabriele Gräfin von Looz-Corswarem. In der Nachkriegszeit wurde als private Stiftung oberhalb des Ortes eine Mariengrotte errichtet.
Aus der Kirchengemeinde Dalhausen ging als eine besonders zu erwähnende Persönlichkeit Joseph Alois Behre (1874–1960) hervor. Nach Studium an der Theologischen Fakultät Paderborn und seiner Priesterweihe am 20. März 1899 wurde er 1912 Pfarrer an St. Norbert in Buckau bei Magdeburg, von 1926 bis 1951 war er Pfarrer von St. Kilian in Vörden. Er feierte sein Goldenes Priesterjubiläum am 20. März 1949 unter großer Anteilnahme des Dorfes in Dalhausen. Aufgrund seiner seelsorgerischen Verdienste und seines sozialen Engagements wurde Behre 1951 von Lorenz Kardinal Jaeger zum Geistlichen Rat h. c. und von den Gemeinden Dalhausen und Vörden zum Ehrenbürger ernannt. Aus der Gemeinde stammt ferner Karl Suermann (1932–2000), von 1974 bis 1990 Pfarrer von St. Michael in Siegen, danach Pfarrer von St. Katharina in Unna und Domkapitular des Erzbistums Paderborn.
Seit 1966 verbindet Dalhausen eine Städtepartnerschaft mit Ault in Nordfrankreich.
Bis 1969 war Dalhausen eine eigenständige Gemeinde im Amt Beverungen. Im Zuge der Gemeindereform im Kreis Höxter wurde Dalhausen zum 1. Januar 1970 mit der Stadt Beverungen und den zehn Gemeinden Amelunxen, Blankenau, Drenke, Haarbrück, Herstelle, Jakobsberg, Rothe, Tietelsen, Wehrden und Würgassen zur neuen Stadt Beverungen zusammengeschlossen.

### Wirtschaftsgeschichte

"Korbmöbelindustrie Dalhausen", Rückseite des Notgeldscheins von 1921

Die wirtschaftliche Grundlage des in Dalhausen historisch angesiedelten Korbmacherhandwerks bildet die Korb-Weide (Salix viminalis), die für ihr Wachstum schwere kalkhaltige Böden an wassernahen Standorten braucht und sich entsprechend als Uferbepflanzung an Bever und Weser findet. Für die Weidengewinnung zu Kopfweiden geschnitten, stellen sie zugleich wesentliche kulturlandschaftsprägende Elemente dar, deren Erhalt heute, nach weitgehendem Fortfall der traditionellen Weidenernte, als Landschaftspflegemaßnahme durchgeführt wird. Das Wässern der Weiden fand im Bachbett im Ortsgebiet statt, wofür die heute noch ortsbildprägende Anlage von hohen Ufermauern mit Treppenabgängen („An der Langen Reihe“) geschaffen wurde. Der Geschichte des Korbmacherhandwerks in Dalhausen ist ein eigenes, 1987 gegründetes Korbmachermuseum in einer der ehemaligen Produktionsstätten gewidmet. Desgleichen verweisen auch Werke des Dalhausener Künstlers Karl J. Dierkes – die Skulptur „Wäschekorb“ und das Bronzerelief „Korbmacherwerkzeuge“ – an zentralen Stellen auf die Wirtschaftsgeschichte des Ortes.
Die Geschichte des Korbmacherhandwerks in Dalhausen lässt sich im Wesentlichen bis zum Jahre 1800 zurückverfolgen, als nach Auflösung der Zunftordnungen das Betreiben von Handwerk auch außerhalb der Städte zugelassen wurde. Damals waren etwa 30 % der Einwohner in diesem Beruf tätig, bis zum Jahre 1900 stieg dieser Anteil auf etwa 90 % an. Ursprünglich vorwiegend in Klein- und Mittelbetrieben von bis zu zehn Arbeitern mit eigenem Vertrieb im Hausierhandel organisiert, setzte sich bald das Verlagssystem mit Heimarbeit durch, bei dem der Verleger das Rohmaterial stellte, die Arbeit in Auftrag gab und den Absatz übernahm. Nach dem Konkurs der Firma Goldstein 1899 gründeten die Brüder Josef und Alois Böker im Jahre 1900 eine Korbwarenfabrik mit 70 Arbeitskräften, die bis 1992 bestand. 1909 entstand auf genossenschaftlicher Grundlage „eine Genossenschaftsfabrik durch Zusammenschluss von 30 selbständigen Meistern, … 1919 wurde der Verein zur GmbH umgewandelt“ und errichtete nachfolgend ein eigenes Betriebsgebäude. „Durch dieses Unternehmen sind alle Mitglieder gemeinsam am Gewinn beteiligt und verfügen dadurch in schlechteren Zeiten über einen Reservefond“. Initiator dieses Projekts war der von 1893 bis 1933 im Ort tätige und auch als Chorleiter und Organist wirkende Lehrer Karl Deppe, auf den auch die Gründung der örtlichen Spar- und Darlehnskasse zurückging. Die verstärkte Auswanderung nach Nordamerika um 1860 führte zur Gründung mehrerer Korbmöbelmanufakturen durch Dalhäuser Korbmacher in New York.
Einen entscheidenden wirtschaftlichen Impuls erhielt Dalhausen mit dem Anschluss an das preußische Bahnsystem, wodurch der überregionale Absatz der Korbwaren z. T. bis nach Übersee gesichert war. Mit zunehmender Ausweitung der Produktion bezog man das notwendige Weidenmaterial seit 1880 zunächst aus Osteuropa, dann zunehmend aus Ostasien. Als nach 1945 wieder versucht wurde, eigene Weidenplantagen im Ort anzulegen, vermochte dieses den Niedergang der Korb- und Korbmöbelindustrie nicht mehr aufzuhalten. Die „Genossenschaftsfabrik“ wurde um 1960 aufgelöst.
Daneben waren zu Beginn des 19. Jahrhunderts auch die Berufe des Textilgewerbes mit Leinewebern (5 Familien) und Schneidern (6 Familien) gleichstark mit den Korbmachern (11 Familien) vertreten, die dann zunehmend an Bedeutung verloren. Heute erinnert nur noch der zentral gelegene „Bleicheplatz“ an diese frühe Phase der Dalhäuser Wirtschaftsgeschichte.
Im 20. Jahrhundert war Dalhausen aufgrund des reichen Buchenbestandes durch Holzindustrie geprägt. In historischer Zeit ist im Ort eine „Brettmühle“ (Sägemühle) belegt. 1929 – unmittelbar vor der Weltwirtschaftskrise – wurde anstelle der alten Dorfmühle durch die Gebrüder Böker die Sperrholzfabrik gegründet, in der durch Schälen von Rundholz industriell Sperrholzplatten produziert wurden. In der Zeit des Wirtschaftswunders nach dem Zweiten Weltkrieg entstandenen im Ort mehrere Möbelfabriken, die meist aus kleineren Korbmöbelbetrieben hervorgegangen waren, z. B. Möbelwerke A. Decker. In dieser Zeit entstanden die Neubaugebiete von Urentalsbreite, Eikenberg, Borgholzer Berg, Meierbreite, Spechterberg und Hermannstraße.
Mit dem Ende der kommunalen Selbständigkeit setzte ab 1970 ein langsamer wirtschaftlicher Rückgang ein, der schließlich zur Verlegung bzw. Schließung der vorhandenen größeren Wirtschaftsbetriebe führte. Die derzeitigen Beschäftigungsschwerpunkte liegen im Handwerks- und Versorgungsbereich.
Parallel zur wirtschaftlichen Entwicklung verlief die der Bevölkerungsstatistik. 1818 besaß Dalhausen 601, 1894 941, 1919 1446 und 1931 bereits 1655 Einwohner. Infolge von Flucht und Vertreibung überschritt die Einwohnerzahl 1946 erstmals die Zahl 2000, ein weiterer Bevölkerungsanstieg konnte in der wirtschaftlichen Blütezeit von 1960 bis 1970 verzeichnet werden, als die Einwohnerzahl von 2046 auf 2429 anstieg. Seither ist die Bevölkerungsentwicklung tendenziell rückläufig. 1993 betrug die Einwohnerzahl Dalhausens immerhin noch 2297 Personen, 2014 hingegen nur noch 1619. 2016 waren 1726 und 2020 1757 Personen in Dalhausen gemeldet.

### Historisches Brauchtum
Der Jahresablauf war in früheren Zeiten sehr stark durch die christlichen Hochfeste geprägt. Neben den Marienwallfahrtstagen zum Gnadenbild von 1300 – Mariä Geburt am 8. September, Mariä Heimsuchung am 2. Juli und vor allem Mariä Himmelfahrt am 15. August – und dem Fronleichnamsfest mit ihren jeweiligen Prozessionen gab es einige ortstypische Besonderheiten im jahreszeitlichen Brauchtum. Seit dem Mittelalter bestand in Dalhausen der auch andernorts belegte Brauch des Osterreitens, bei dem die gesamte Feldmark umritten wurde. Im Zuge der Aufklärung des 18. Jahrhunderts wurde der Brauch kirchlicherseits abgeschafft. Erhalten hat sich hingegen der Brauch des Osterfeuers, das am Abend des Ostersonntags auf dem Krähenberg entzündet wird. Gleichfalls auf das Mittelalter (historisch bezeugt seit dem 17. Jahrhundert) geht das Weihnachtssingen in der Christnacht zurück, bei dem stündlich von einem anderen Standort oberhalb des Dorfes aus bis zum Einzug in die Christmette jeweils ein anderes altes Weihnachtslied gesungen wurde. Das Weihnachtssingen wurde 2009 eingestellt. Bestand hat hingegen das Singen des – auch aus anderen deutschsprachigen Regionen überlieferten – „Ehestandsliedes“ am Vorabend einer Hochzeit. In Erinnerung an die frühe Zugehörigkeit zur Pfarrei Edessen findet alljährlich – ursprünglich am Ostermontag, später am Pfingstmontag – eine Fußwallfahrt zur Kapelle am ehemaligen Kirchenstandort, der Klus Eddessen, statt.

### Historischer Baubestand

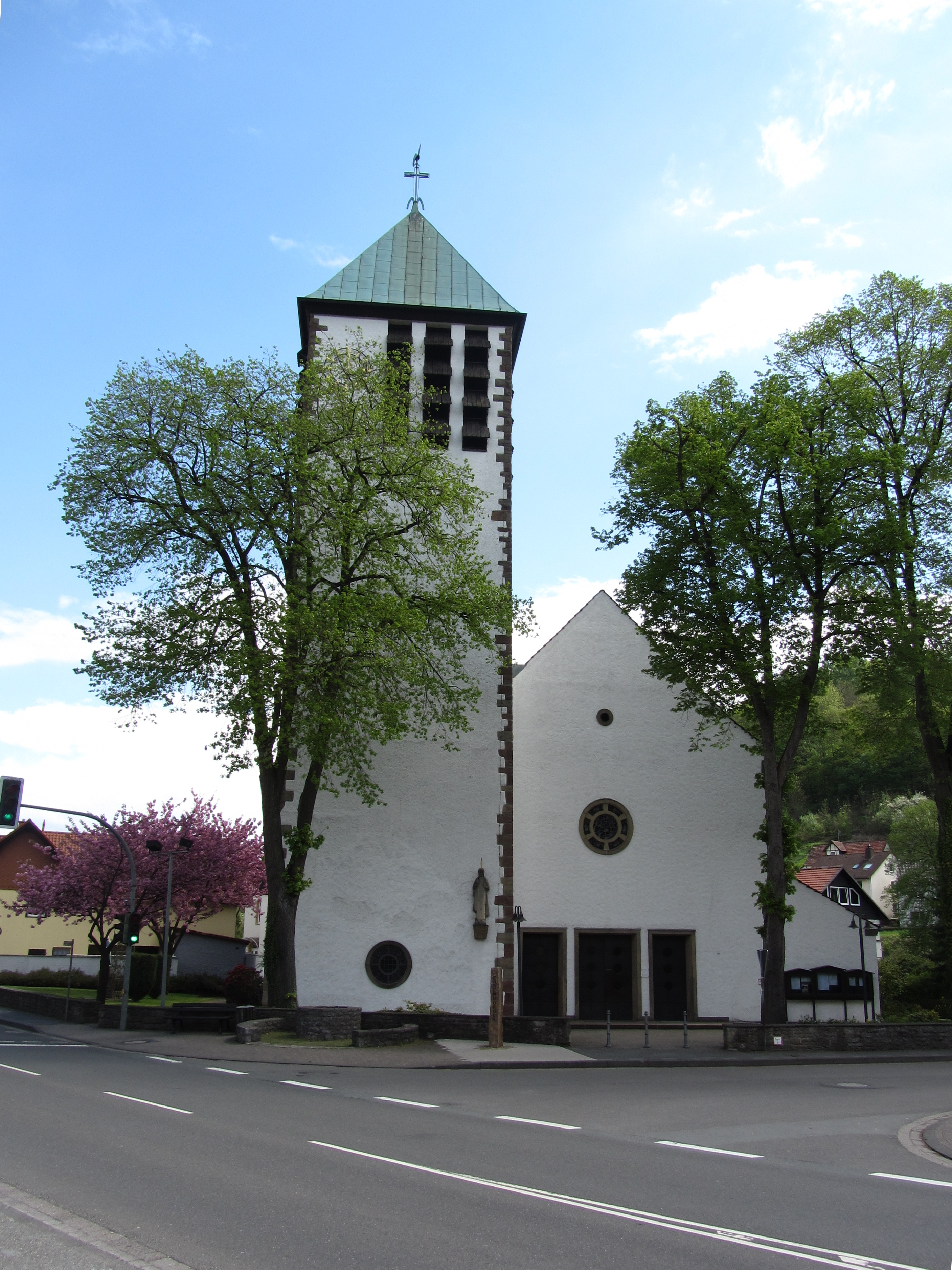
Sankt-Marien-Kirche in Dalhausen

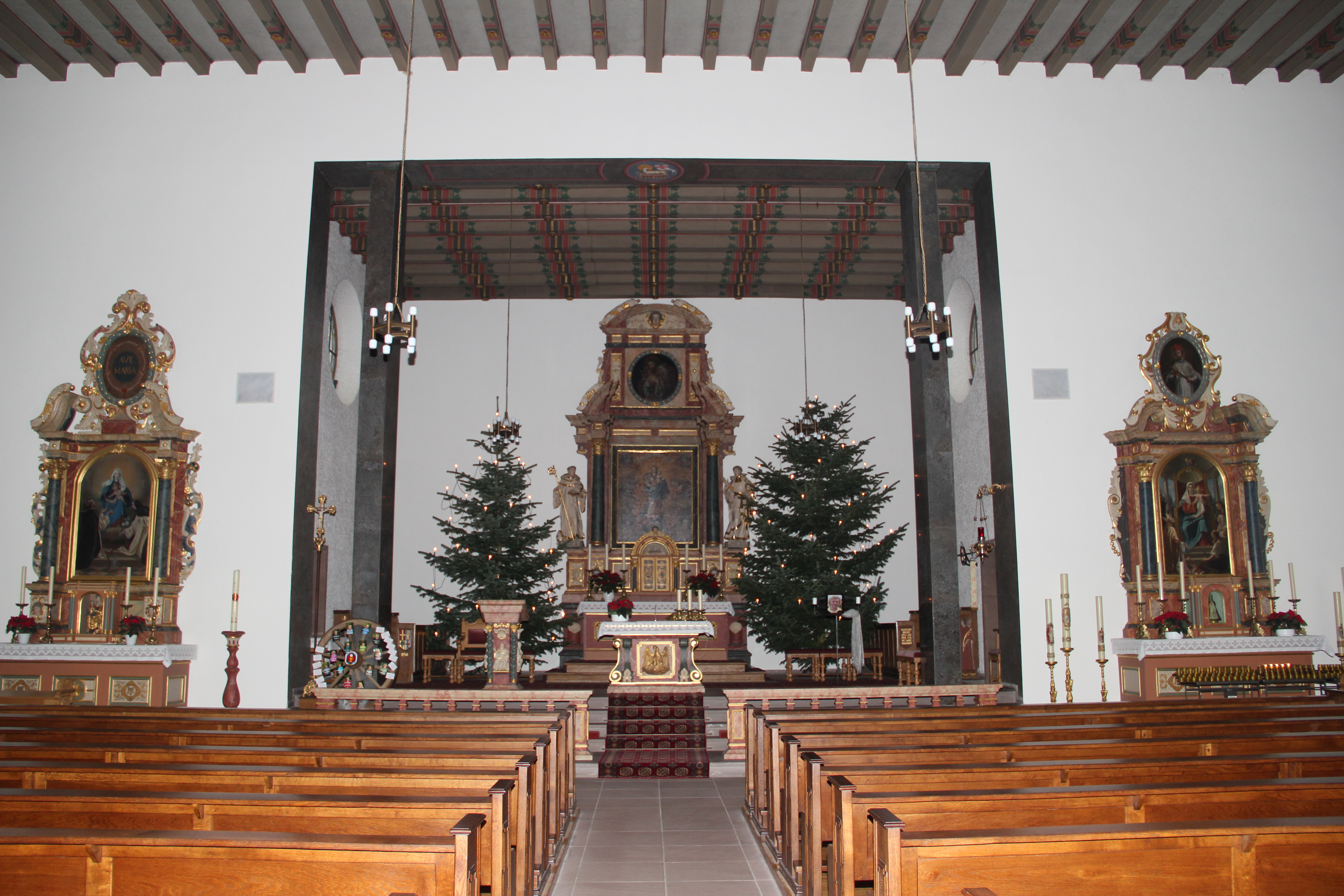
Innenansicht der Sankt-Marien-Kirche in Dalhausen

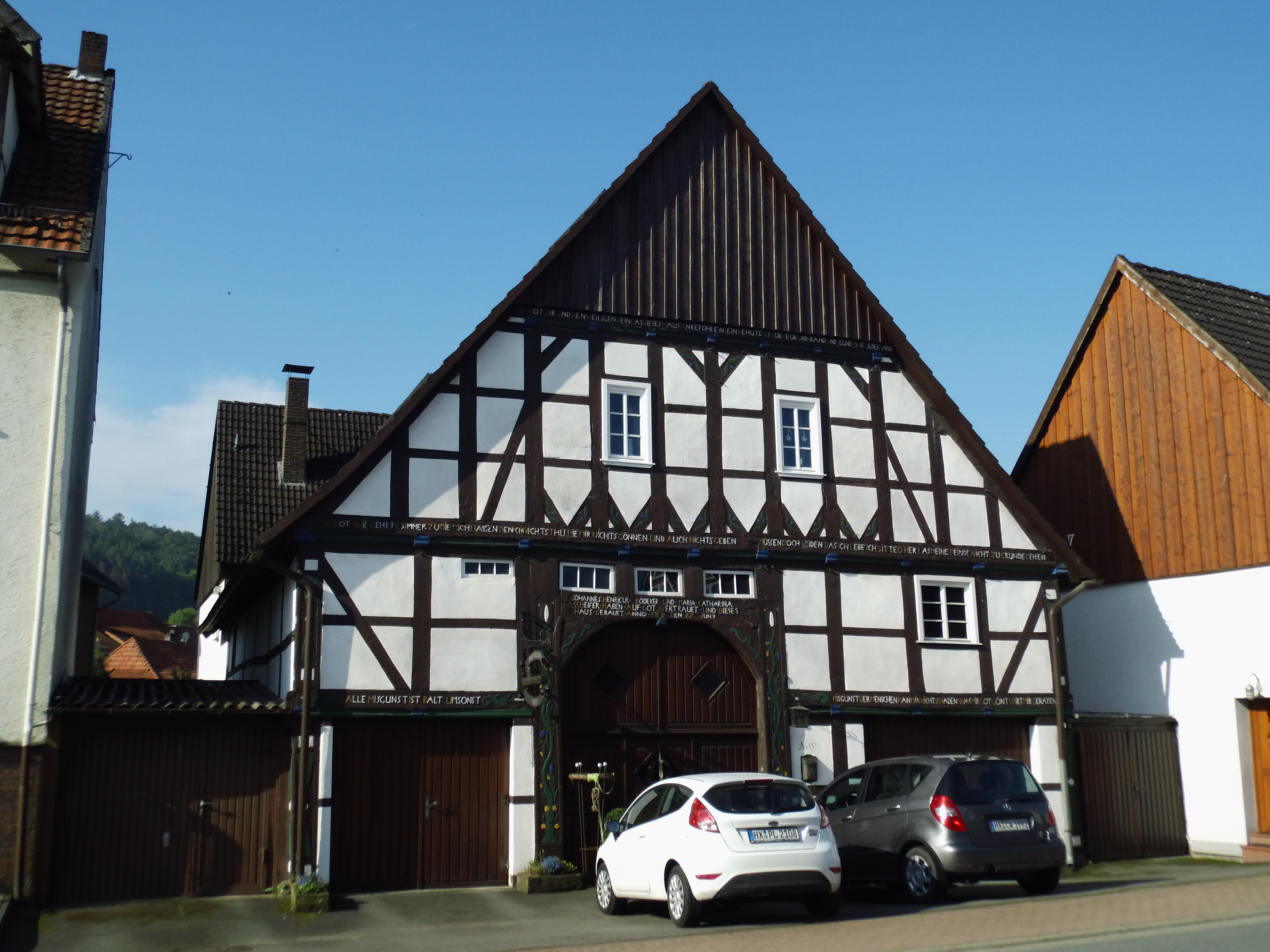
Urentalstraße 15: Als Vierständer-Fachwerkgiebelhaus mit Dielentor errichtetes Bauernhaus von 1759

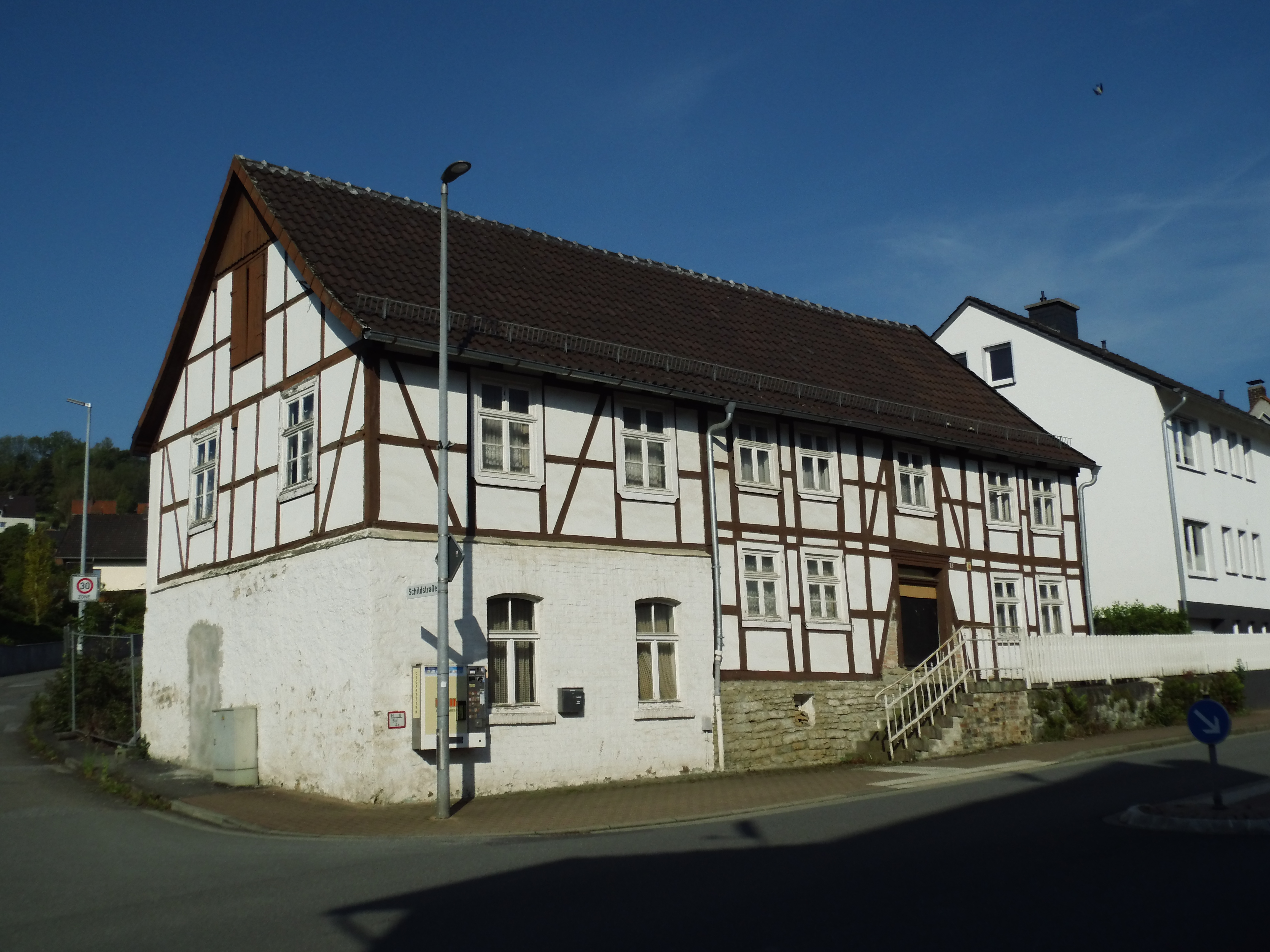
Urentalstr. 23: Charakteristisches in Fachwerkhaus errichtetes Handwerkerhaus des 19. Jahrhunderts

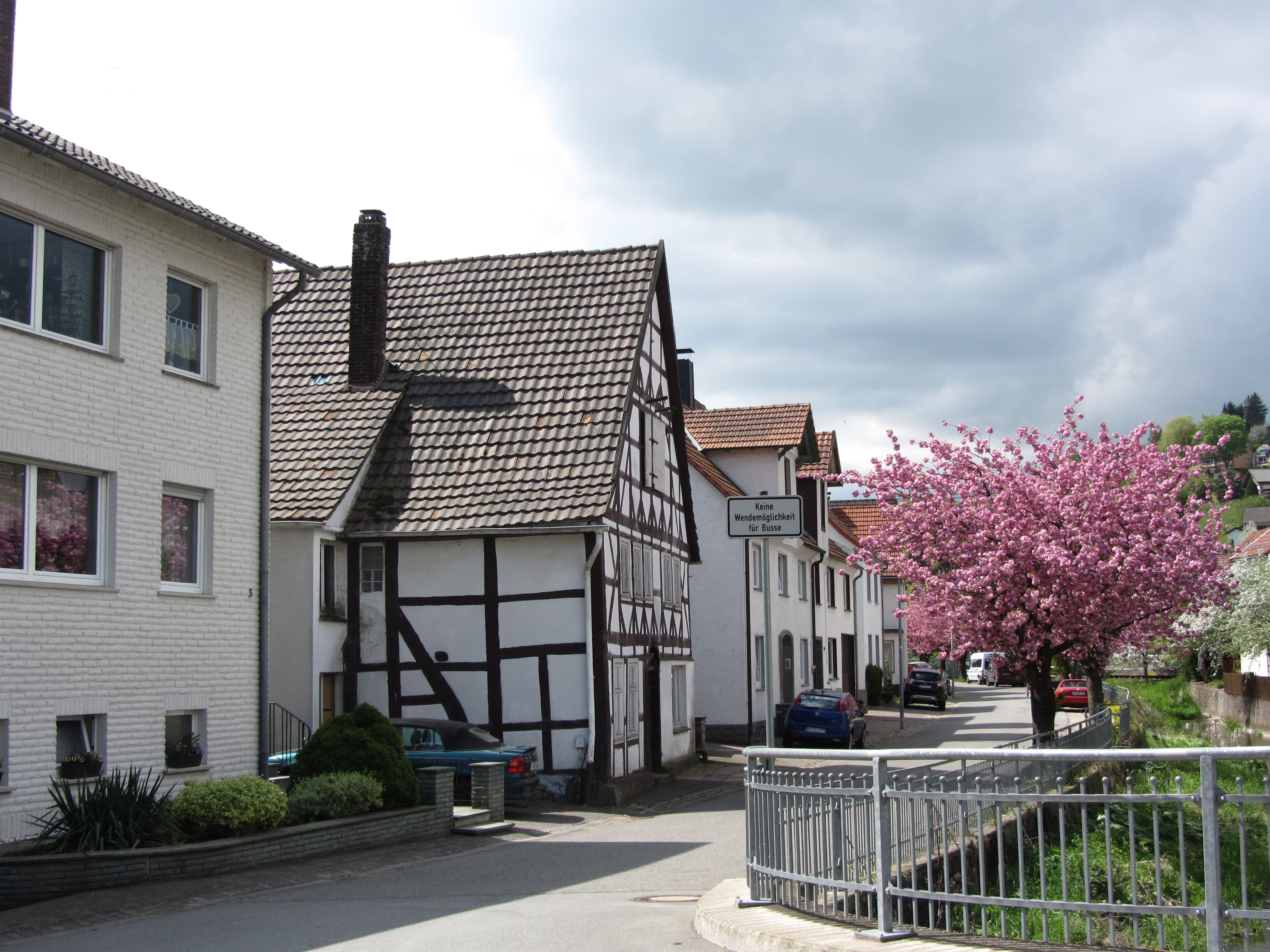
Denkmalgeschütztes zweistöckiges Fachwerkhaus in Lange Reihe 5

Die 1949–52 unter Verwendung des barocken Vorgängerbaus errichtete Pfarrkirche St. Marien (eine der größten im Kreis Höxter) mit aus städtebaulichen Gründen seitlich gesetztem Kirchturm ist in den klaren Formen des abstrakten Historismus gehalten. In ihrer Baukubatur als Querhausbasilika schließt sie sich eng an die romanische Abteikirche von Gehrden an. 1985 wurden im Innenraum wieder die aus der alten Kirche stammenden Barockaltäre aufgestellt. Das Hochaltarbild Maria Consolatrix Afflictorum (Trösterin der Betrübten) stammt von Hermann Veltmann (1661–1723) aus Coesfeld, die Bilder der Nebenaltäre wurden 1912/13 von Hermann Bergenthal geschaffen. 1998 erhielt die Kirche anstelle der bauzeitlichen Orgel mit Freipfeifenprospekt eine neue dreimanualige Orgel mit barockem Prospekt und 43 Registern der Orgelbaufirma S. Sauer.
Aufgrund der vorwiegend landwirtschaftlichen Struktur war bis um 1800 der ostwestfälische Bauernhaustyp des Vierständerhauses vorherrschend, danach erfolgte der Wechsel zum traufständigen Querdielenhaus, bei dem Wirtschafts- und Wohnteil voneinander getrennt und gleichermaßen straßenseitig erschlossen war. Der Übergang zu handwerklichen Kleinbetrieben mit nur geringem Gartenbau führte dann zur Zeilenbauweise einfacher traufständiger Fachwerkhäuser, gegen Ende des 19. Jahrhunderts zunehmend auch in Backstein. Trotz intensiver Neubautätigkeit während der Zeit des Wirtschaftswachstums nach 1950 und der Verbreiterung der Ortsdurchfahrt der Bundesstraße um 1970, für die zahlreiche historische Bauten, namentlich die ortstypischen Handwerkerhäuser, abgebrochen wurden, ist im Ortskern noch ein Bestand an historischen Fachwerkhäusern erhalten:
- Vierständer-Fachwerkgiebelhaus mit Dielentor, Urentalstraße 15
- traufenständiges zweistöckiges Fachwerkhaus, Urentalstraße 23
- zweigeschossiges Fachwerkhaus, Lange Reihe 5 und 7

## Verkehr und Tourismus

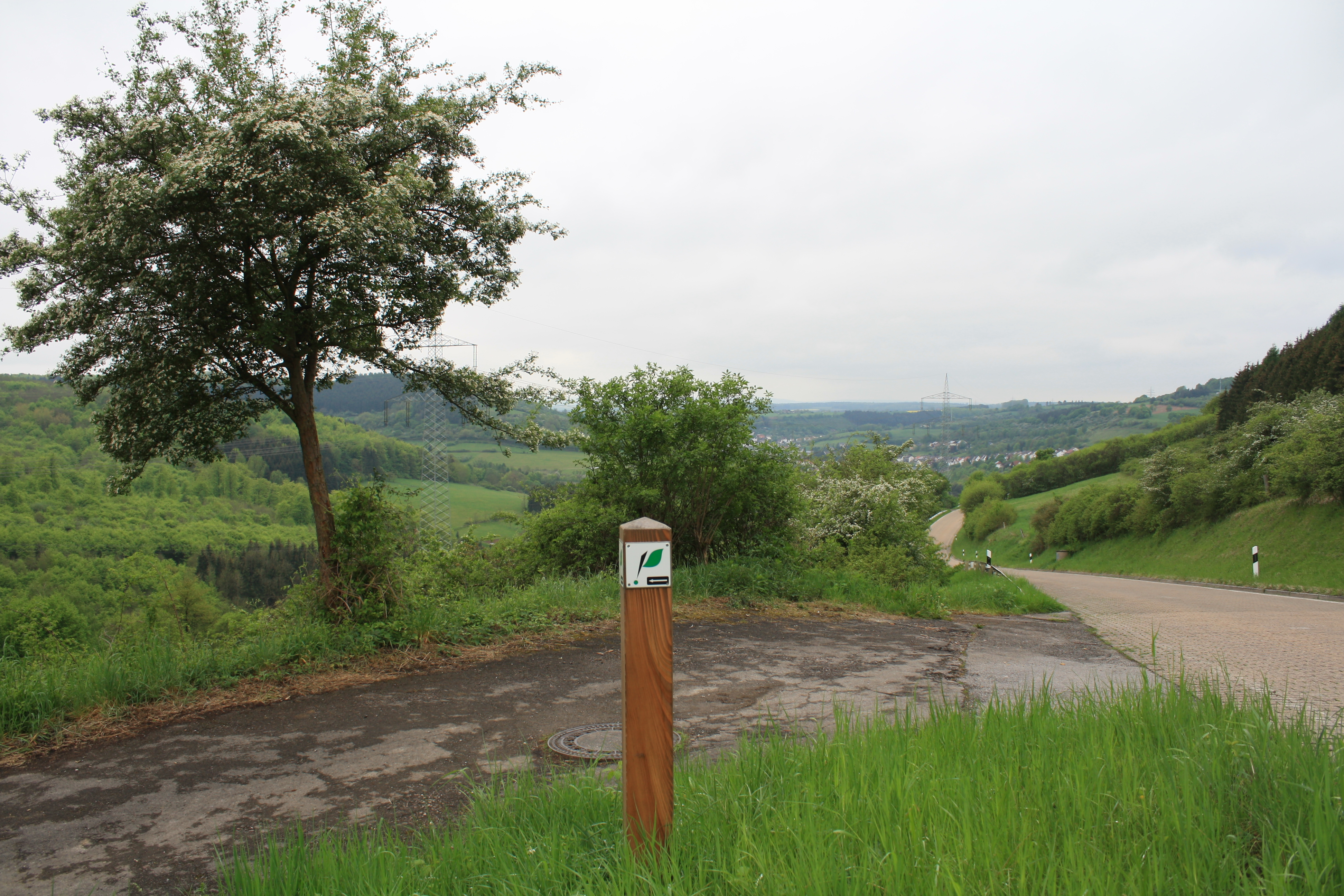
Markierung des Höhenwanderwegs „Erlebnisgebiet Kalkmagerrasen“ nahe Jakobsberg

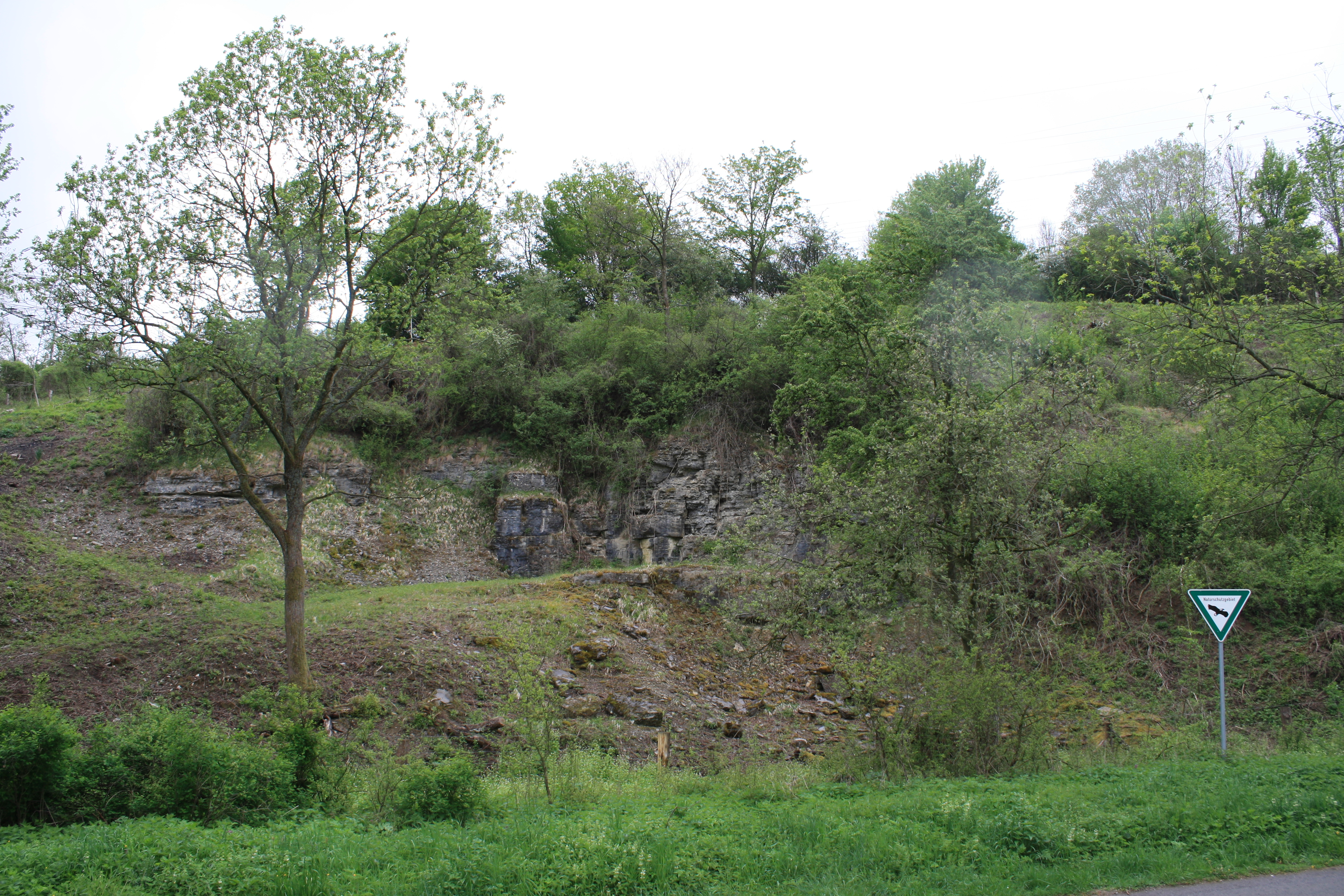
Naturschutzgebiet Kalkmagerrasen

Die Bundesstraße 241 bildet innerort die Hauptstraße von Dalhausen. Die Trassenführung der heutigen Kreisstraße 44 nach Brakel bietet einen interessanten Blick auf den Ort.
Der Ort liegt an der stillgelegten Bahnstrecke Holzminden–Scherfede (Bahnhöfe Dalhausen ⊙ für das Ortszentrum und Biesberg ⊙ für den Ortsteil Kleinbochum). Der Personenverkehr endete am 2. Juni 1984; die Strecke wurde bis 2001 schrittweise abgebaut.
Dalhausen ist in das Bus-Streckennetz des Westfalentarifs eingebunden und über Beverungen oder Warburg erreichbar. Die Haltestelle Beverungen, Bev-Dalhausen, Kirche ⊙ ist die zentrale von insgesamt 5 Bushaltestellen.
Die Lage in dem engen Bevertal mit seinen Nebentälern und den Hängen gibt dem Ort einen besonderen landschaftlichen Reiz, den ihm auch die Ausweitung des Siedlungsgebiets auf die Hanglagen nicht hat nehmen können. Die landschaftliche Schönheit des Bevertals wurde vor allem in den Gemälden des aus Dalhausen stammenden Malers Gustav Behre dargestellt.
Der Ort und seine Umgebung sind touristisch wenig erschlossen. Etwa ein Kilometer östlich von Dalhausen befindet sich Gut Roggenthal mit einem unter Denkmalschutz stehenden Gutsgebäude aus Backstein. Oberhalb des Guts wurde ab 1983 eine Siedlung mit meist wochenweise vermieteten Ferienhäusern errichtet, die jedoch bereits 1987 Insolvenz anmelden musste. Heute sind die Häuser in Privatbesitz und werden dauerhaft bewohnt. Innerhalb Dalhausens befinden sich kleine Gasthöfe und Privatpensionen.
In der unmittelbaren Umgebung bestehen zahlreiche ausgewiesene Wanderwege durch eine reizvolle abwechslungsreiche Natur- und Kulturlandschaft mit den Naturschutzgebieten Lebersiek und Kalkmagerrasen am Schnegelberg, Krähenberg und dem Tiefental unterhalb von Jakobsberg sowie beliebten Wanderzielen wie der Klus Eddessen.
Über einen ausgebauten Radweg ist Dalhausen (etwa 8 km bis Beverungen) an den Weserradweg angebunden.

### Korbmacher-Museum
Seit 1994 besteht in Dalhausen ein eigenes Korbmacher-Museum (Lange Reihe 23). Auf 400 Quadratmetern wird in zwölf Räumen das Handwerk des Korbmachers erklärt. Zu den Exponaten zählen Transport- und Reisekörbe, Tauben- und Wäschekörbe, umflochtene Ballonflaschen, Kinderschlafkörbe und Fahrradkindersitze. Dem Museum ist eine Werkstatt angegliedert, in der ein Ehepaar das Handwerk des Korbmachers vorführt. Die Produkte können dort auch erworben werden.

## Dorfleben
Durch die Zahl der Vereine und die von ihnen in regelmäßiger Folge veranstalteten Feste besteht in Dalhausen eine lebendige Dorfkultur. So wird alljährlich im Wechsel ein großes Heimatfest der „Schützenbruderschaft St. Josef von 1605“ oder jeweils eines der anderen Vereine gefeiert, an dem auch viele Besucher aus den umliegenden Ortschaften oder der weiteren Region teilnehmen. Durch den Sitz bzw. den Ursprung von ehemals drei (heute nur noch ein) Möbelherstellern fand in Dalhausen insgesamt zehn Mal der „Internationale Möbelcup“ statt. Es handelt sich dabei um ein Fußballturnier, zu dem Betriebsmannschaften aus ganz Deutschland wie auch aus dem Ausland anreisten. Der Möbelcup wurde vom 1957 gegründeten Sportverein Dalhausen veranstaltet. Die bislang letzte Austragung fand im Jahr 2010 statt.
Bei der Arbeit in den Arbeitsstuben und auf den „Sälen“ der Korbmacher hatte das Singen eine wichtige gemeinschaftsstiftende Funktion dargestellt. Aus den Vorformen bildete sich 1886 der Männergesangverein „Eintracht“, dessen langjähriger Leiter seit 1949 Karl Behre war. Ein eigener Spielmannszug wurde 1948 gegründet. Seit 2002 gibt es außerdem den Musikverein Dalhausen.
Die Ortschaft bietet mit zwei Sportplätzen, einer kleinen und einer großen Turnhalle, einem Hallenbad, einer Tennishalle, einer Reithalle und Rad- und Wanderwegen rundherum auch für sportliche Aktivitäten viel Gelegenheit und Raum.
In Erinnerung an die bis um 1960 bestehende und nach 1980 wiederaufgelebte Ziegenhaltung im Ort findet jährlich im Oktober nach alpenländischem Vorbild ein „Almabtrieb“ statt. Dies ist nach eigenen Angaben die nördlichste Veranstaltung in Deutschland.

## Persönlichkeiten
- Franz Deventer (1890–1952), Gewerkschaftssekretär und Politiker (SPD)
- Gustav Behre (1903–1973), Maler und Graphiker
- Karl J. Dierkes (1924–2008), Bildhauer
- Herbert Behre (1927–1994), Realschuldirektor
- Hans-Georg Stephan (* 1950), Mittelalterarchäologe
- Johann Josef Böker (* 1953), Architekturhistoriker